# Judith Olsson
Judith Anna Sofia Olsson, född 3 mars 1891 i Sköns församling i Västernorrlands län, död 6 november 1956 i Ullångers församling i Västernorrlands län, var en svensk politiker (socialdemokrat).
Hon satt i Sveriges riksdags andra kammare från 1941 till 1944, invald 1940 från Västernorrlands läns valkrets. Hon och Hulda Skoglund-Lindblom blev de första kvinnor som valdes in till riksdagen från Västernorrland.